# Apostolisches Vikariat Guajira
Das Apostolische Vikariat Guajira (lat.: Apostolicus Vicariatus Goajirensis) war ein in Kolumbien gelegenes römisch-katholisches Apostolisches Vikariat mit Sitz in Riohacha. 

## Geschichte
Das Apostolische Vikariat Guajira wurde am 17. Januar 1905 durch Papst Pius X. aus Gebietsabtretungen des Bistums Santa Marta errichtet.
Am 4. Dezember 1952 wurde das Apostolische Vikariat Guajira durch Papst Pius XII. aufgelöst. Aus dem Territorium des Apostolischen Vikariates Guajira wurden die Apostolischen Vikariate Riohacha und Valledupar errichtet. 
Im Jahre 1950 lebten im Gebiet des Apostolischen Vikariates Guajira 114.782 Katholiken. Das Apostolische Vikariat war in zwölf Pfarreien unterteilt und hatte 19 Priester. 

## Apostolische Vikare von Guajira
- Atanasio María Vicente Soler y Royo OFMCap, 1906–1930
- Joaquín Alcaide y Bueso OFMCap, 1931–1943
- Vicente Roig y Villalba OFMCap, 1944–1952, dann Apostolischer Vikar von Valledupar